# Pine Bluffs
Pine Bluffs – miasto w Stanach Zjednoczonych, w stanie Wyoming, w hrabstwie Laramie.